# Giovanni Arrighi
Giovanni Arrighi (7. července 1937, Milán – 18. června 2009, Baltimore) byl italský sociolog a politický ekonom, profesor sociologie na Johns Hopkins University.
Byl blízkým spolupracovníkem Immanuela Wallersteina a rozvíjel jeho koncept "světového systému". V mládí studoval a pracoval v Africe (v Zimbabwe a Tanzanii) a věnoval se zde problematice kolonialismu a národně-osvobozeneckých hnutí. Po návratu do Itálie roku 1969 se stal členem levicové skupiny Gruppo Gramsci. Nejvlivnějším se však staly jeho práce z 90. let věnované globalizaci, zejména bestseller The Long Twentieth Century: Money, Power, and the Origins of Our Times (1994).